# Paramorphochelus agricolus
Paramorphochelus agricolus är en skalbaggsart som beskrevs av Lebis 1961. Paramorphochelus agricolus ingår i släktet Paramorphochelus och familjen Melolonthidae. Inga underarter finns listade i Catalogue of Life.